# Метрополітен Усі
Метрополітен Усі (кит.: 无锡地铁) — система ліній метро в місті Усі, Цзянсу, КНР.
Метрополітен відкрився 1 липня 2014 року. Третій метрополітен у провінції Цзянсу після метрополітенів Нанкіна та Сучжоу. Більшість станцій в місті підземна, всі станції мають систему горизонтальний ліфт. В системі використовують шестивагонні потяги, що мають живлення від третьої рейки.

## Історія

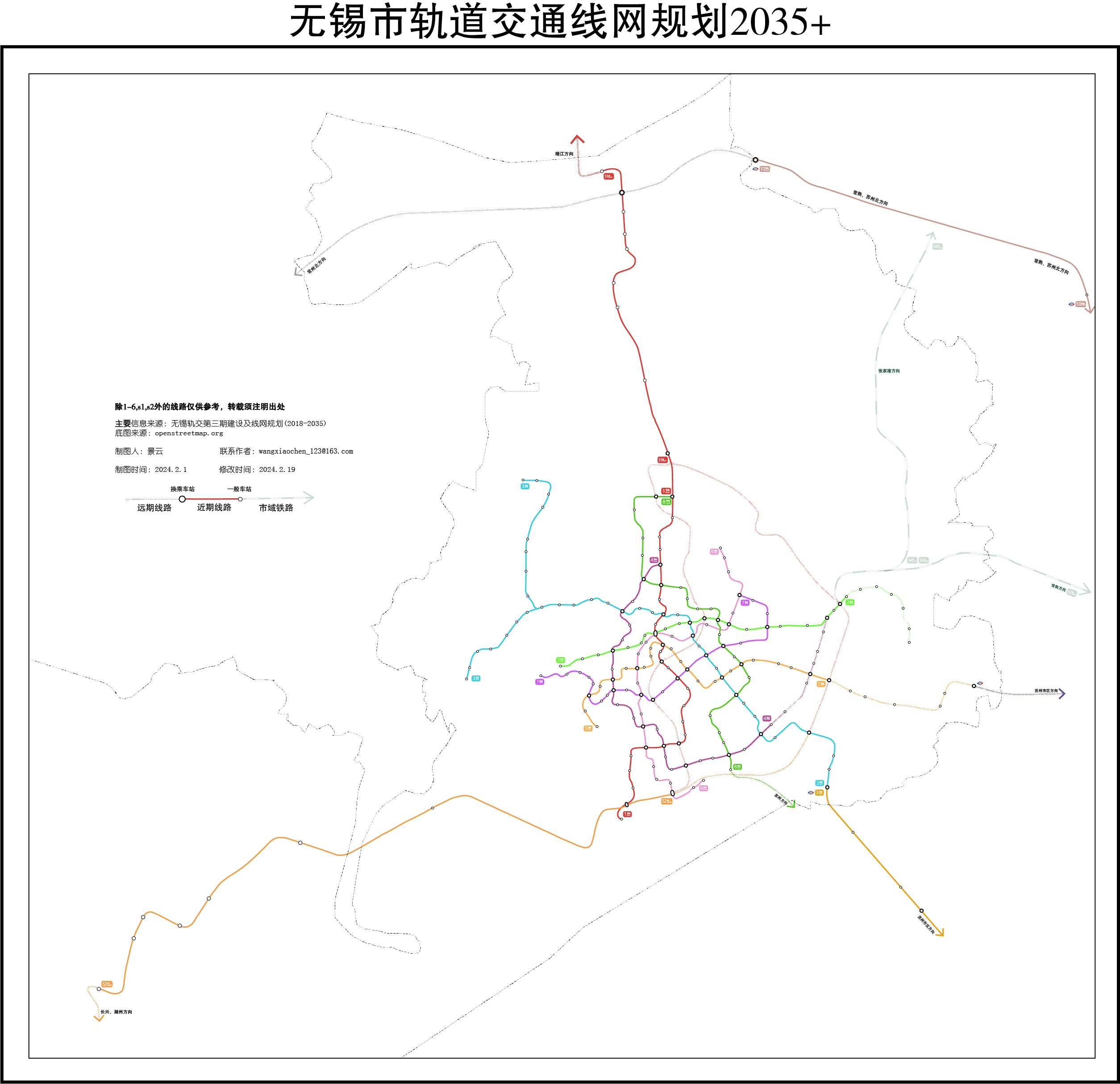
Планування повної лінії метро Wuxi

Згідно з опублікованими плановими даними, залізнична транзитна мережа Усі складається з 11 ліній, з яких лінії 1, 2, 3 і 4 утворюють скелет усієї мережі залізничного транспорту. До кінця 2024 року запланований масштаб залізничного транзиту становитиме 5 ліній загальною протяжністю 145 кілометрів, ще 4 лінії будуються. Крім того, очікується, що в майбутньому четвертому раунді планування залізничного транспорту в Усі кількість будівництв метро та відкриття ліній збільшиться до 8 ліній.
У планах метро Wuxi лінія S1 також планується продовжувати продовжувати на південний схід до станції Wuxi East та міжнародного аеропорту Sunan Shuofang, а також планується перетнути річку Янцзи до Jingjiang на півночі разом із майбутнім інтерсіті Yantai-Xi-Changyi. Залізниця. Станція Yanqiao лінії 1, міст Гедай і станція Nanfangquan мають зарезервовані умови для з’єднання з лінією S1 і лінією S2 відповідно (лінія S2, яка зараз будується, є подвійним перетином озера залізницею від Ісін до Нового міста Тайху, використовуючи міський автомобіль C) . У той же час також планується з’єднати лінії між Усі та сусідніми містами Сучжоу, Чанчжоу, Чаншу, Чжанцзяган та іншими містами повітового рівня.Згодом може бути реалізовано групу міської залізниці в дельті річки Янцзи, яка веде безпосередньо до Шанхаю.

### Хронологія розвитку системи
- 1 липня 2014 — відкриття метрополітену.
- 28 грудня 2014 — відкриті перші 19 станцій Лінії 2.
- 25 квітня 2015 — на діючій ділянці Лінії 2 відкриті 2 станції; «Yingyuehu Park»—«Yingbin Square».
- 28 вересня 2019 — розширення лінії 1 на 3 станції, ділянка «Changguangxi»—«Nanfangquan».
- 28 жовтня 2020 — відкриті перші 21 станції Лінії 3.[3]
- Наприкінці грудня 2022 року офіційно розпочолося будівництво лінії 5 та залізничної транзитної лінії Xiyi S2.
- Наприкінці грудня 2023 року офіційно розпочолося будівництво першої черги 6 лінії.

## Лінії
| №              | Дата відкриття | Останнє продовження | Кількість станцій | Кінцеві станції                                  | Довжина в км | Кількість підземних станцій |
| -------------- | -------------- | ------------------- | ----------------- | ------------------------------------------------ | ------------ | --------------------------- |
| Лінія 1        | 2014           | 2019                | 27                | Yanqiao—Nanfangquan                              | 34.6         | 27                          |
| Лінія 2        | 2014           | 2015                | 21                | Meiyuan Kaiyuan Temple—Wuxi East Railway Station | 26.3         | 21                          |
| Лінія 3 Етап 1 | 2020           | 2020                | 21                | Sumiao—Sunan Shuofang International Airport      | 28.5         | 21                          |
| Лінія 4 Етап 1 | 2015           | 2021                | 18                | Liutan—Bolanzhongxin                             | 25.4         | 18                          |
| Лінія S1       | 2019           | 2024                | 10                | Yanqiao—Jiangyinwaitan                           | 30           | 10                          |

## Розвиток
- До січня 2024 року лінія S1 запрацює.

- Водночас розпочато будівництво другої черги лінії 4, лінії 5 Етап 1, лінії 6 Етап 1 та лінії S2.

- Крім того, Wuxi Metro також запланувала другу фазу лінії 5, другу фазу лінії 6, третю фазу лінії 4, північне розширення лінії 3, південне розширення лінії 3, відгалуження лінії 3, східне продовження лінії 2 та продовження лінії 7. Будівництво ліній 8 та 8.

## Режим роботи
Працює з 6:00 до 22:00.

## Галерея

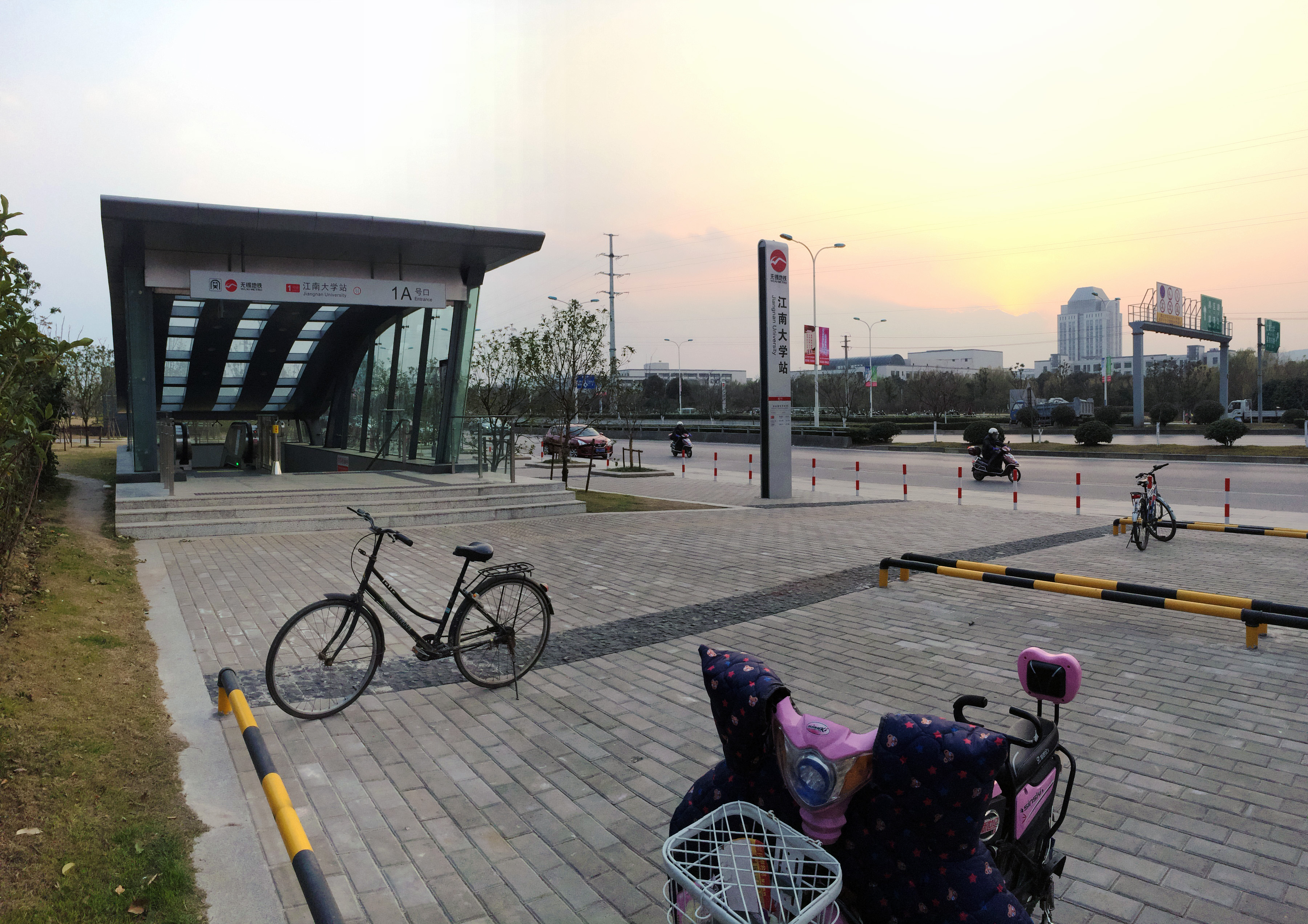
Вихід 1A зі станції Jiangnan University
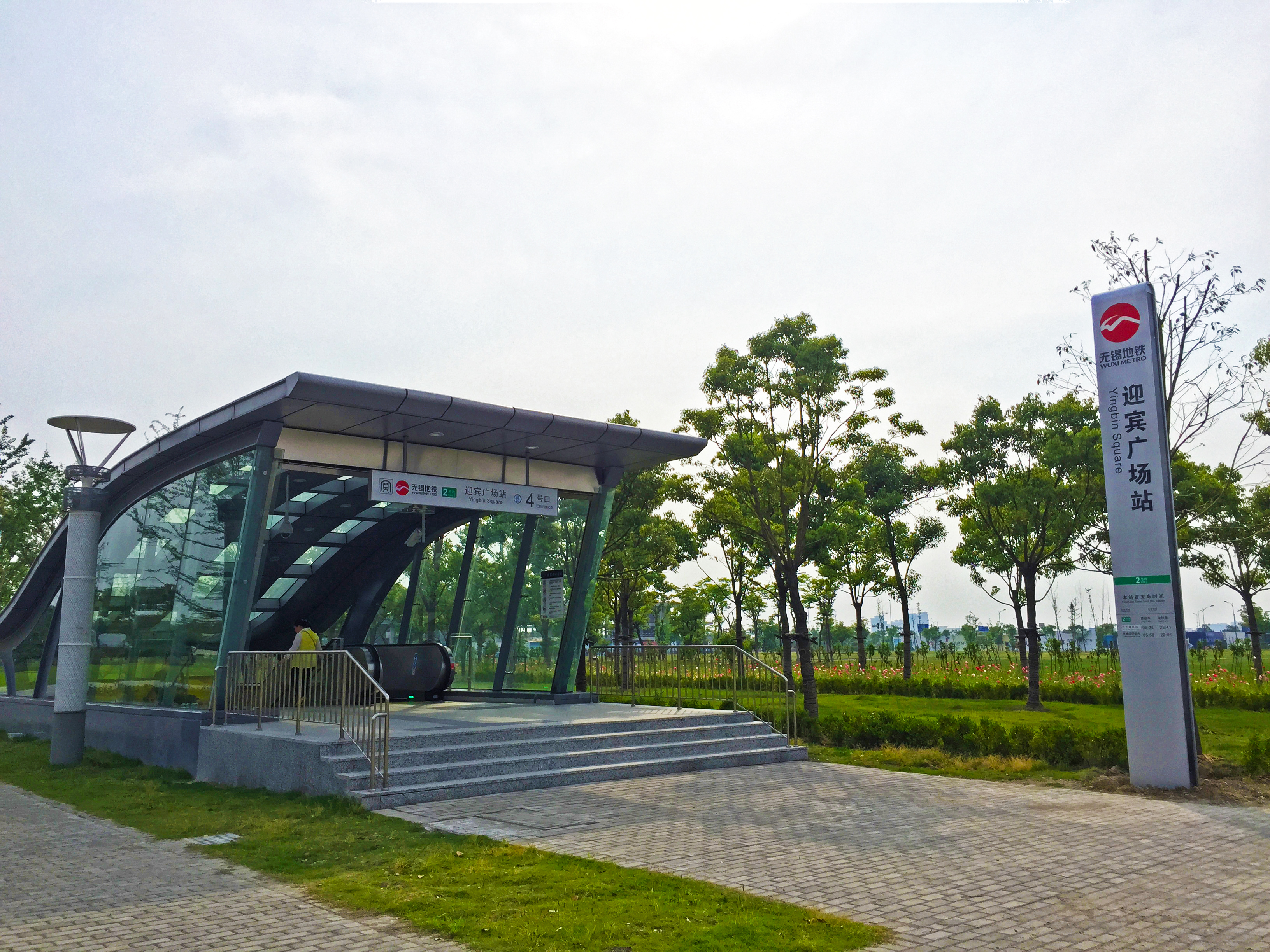
Вихід 4 зі станції Yingbin Square
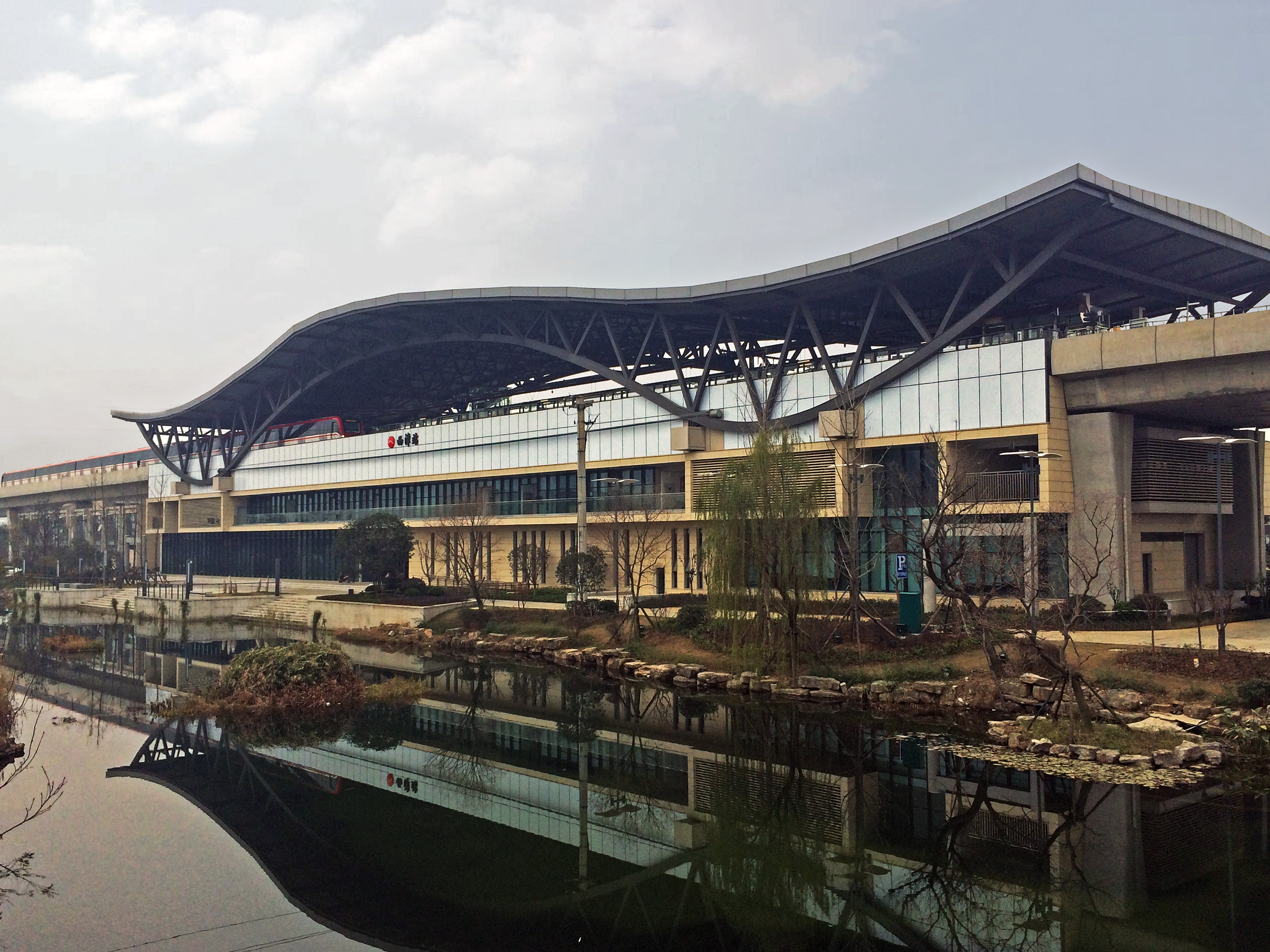
Естакадна станція Xizhang
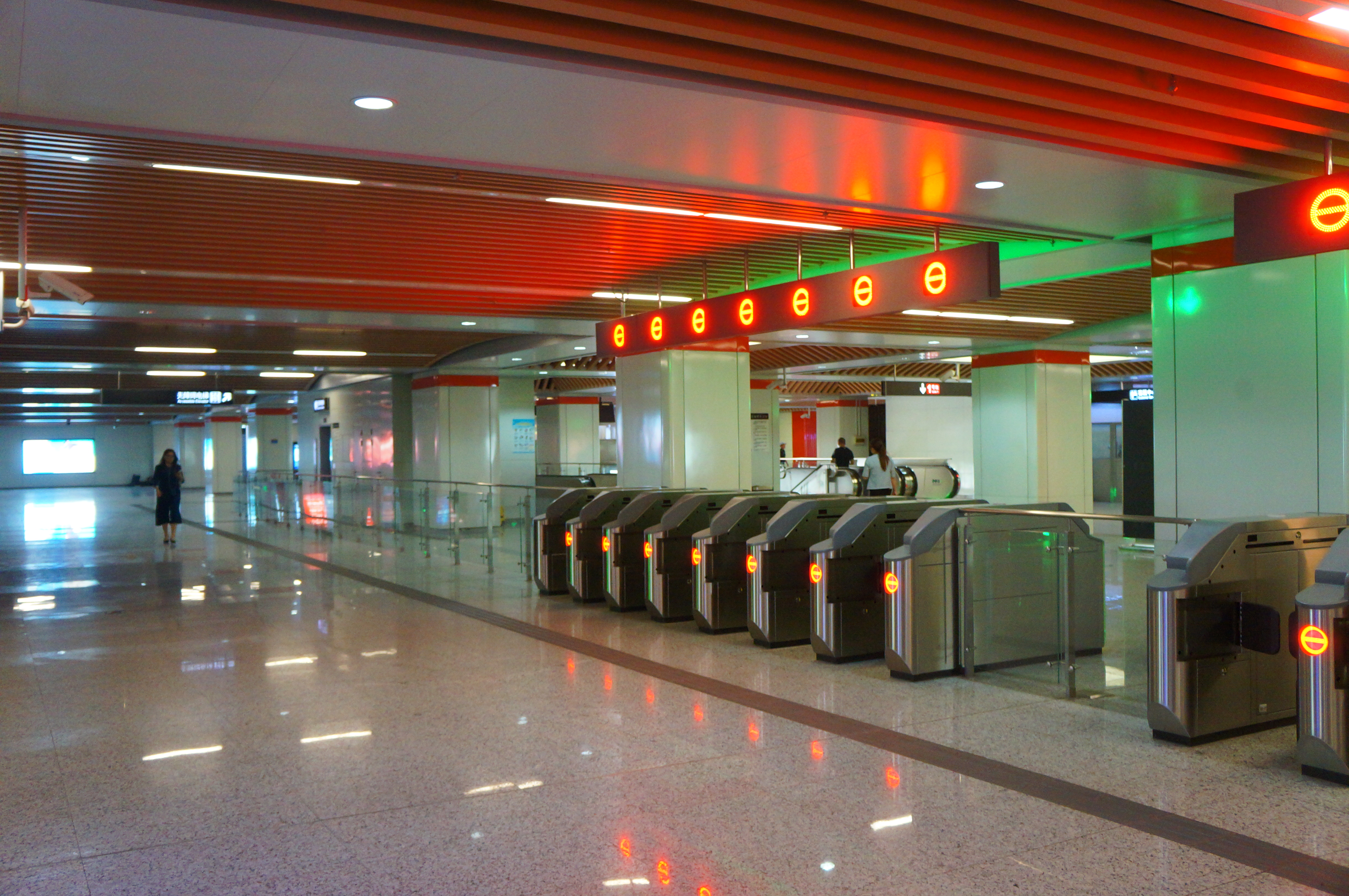
Турнікети вестибюлі
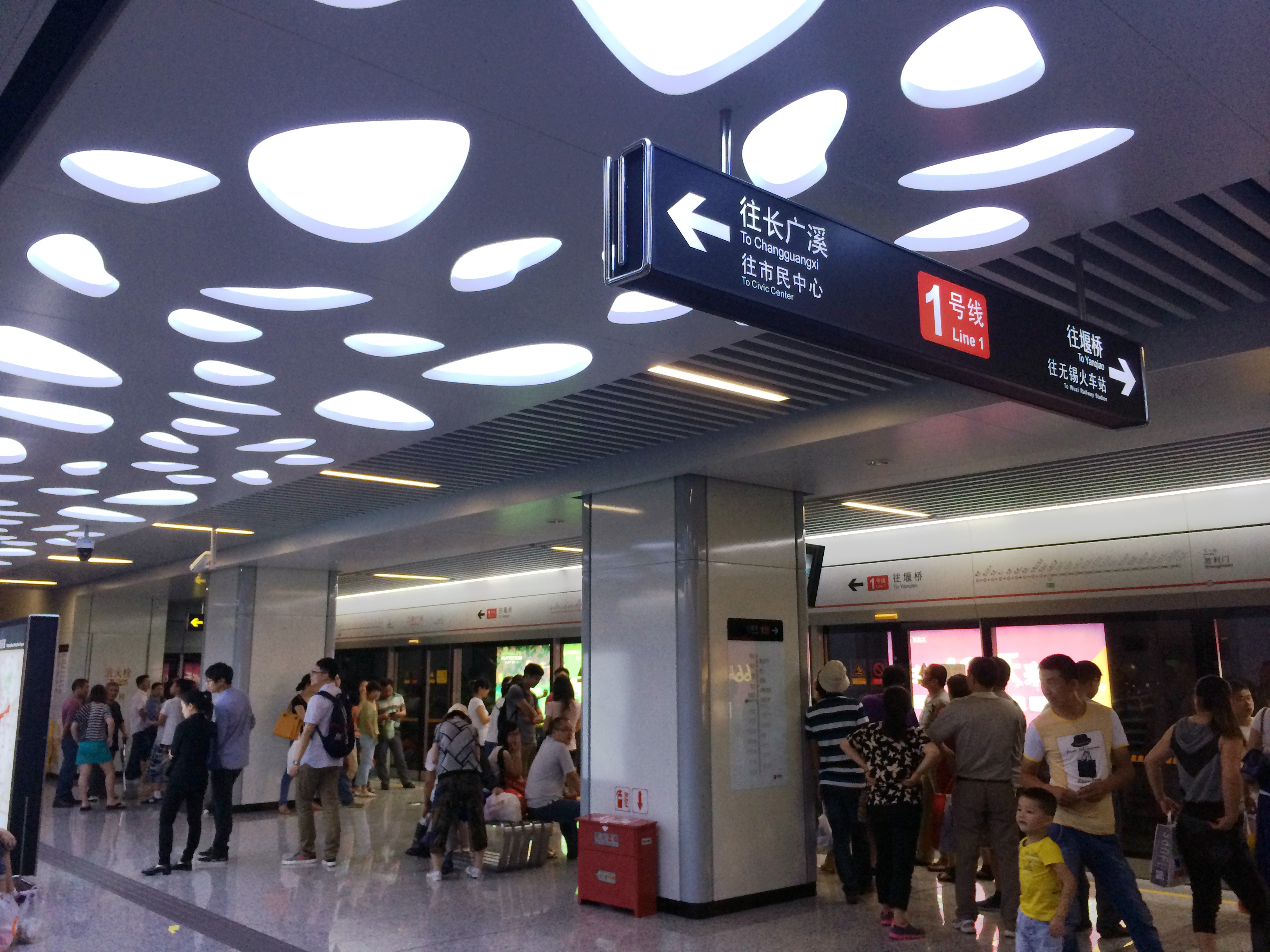
Станція Sanyang Plaza
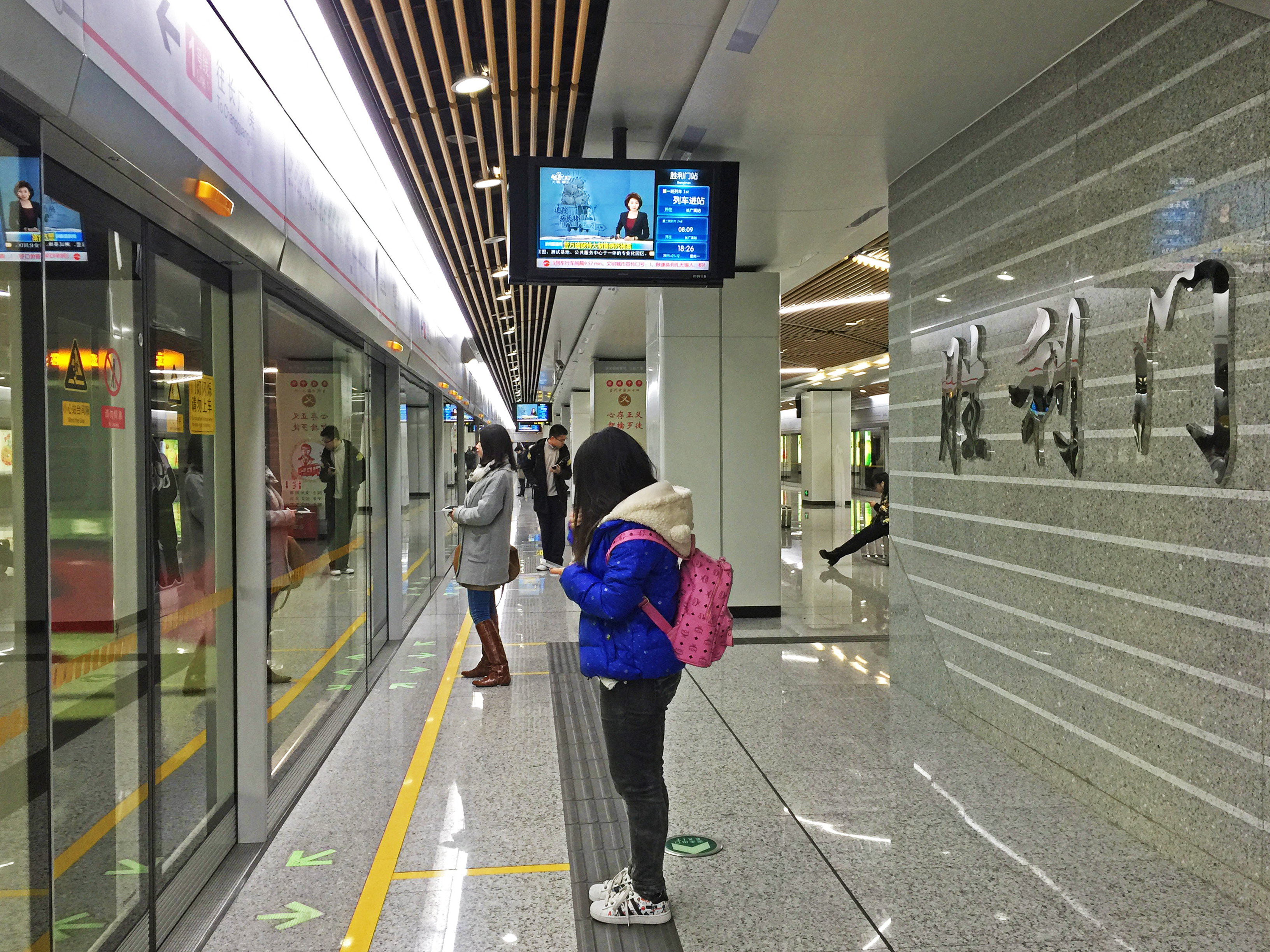
Станція Shenglimen
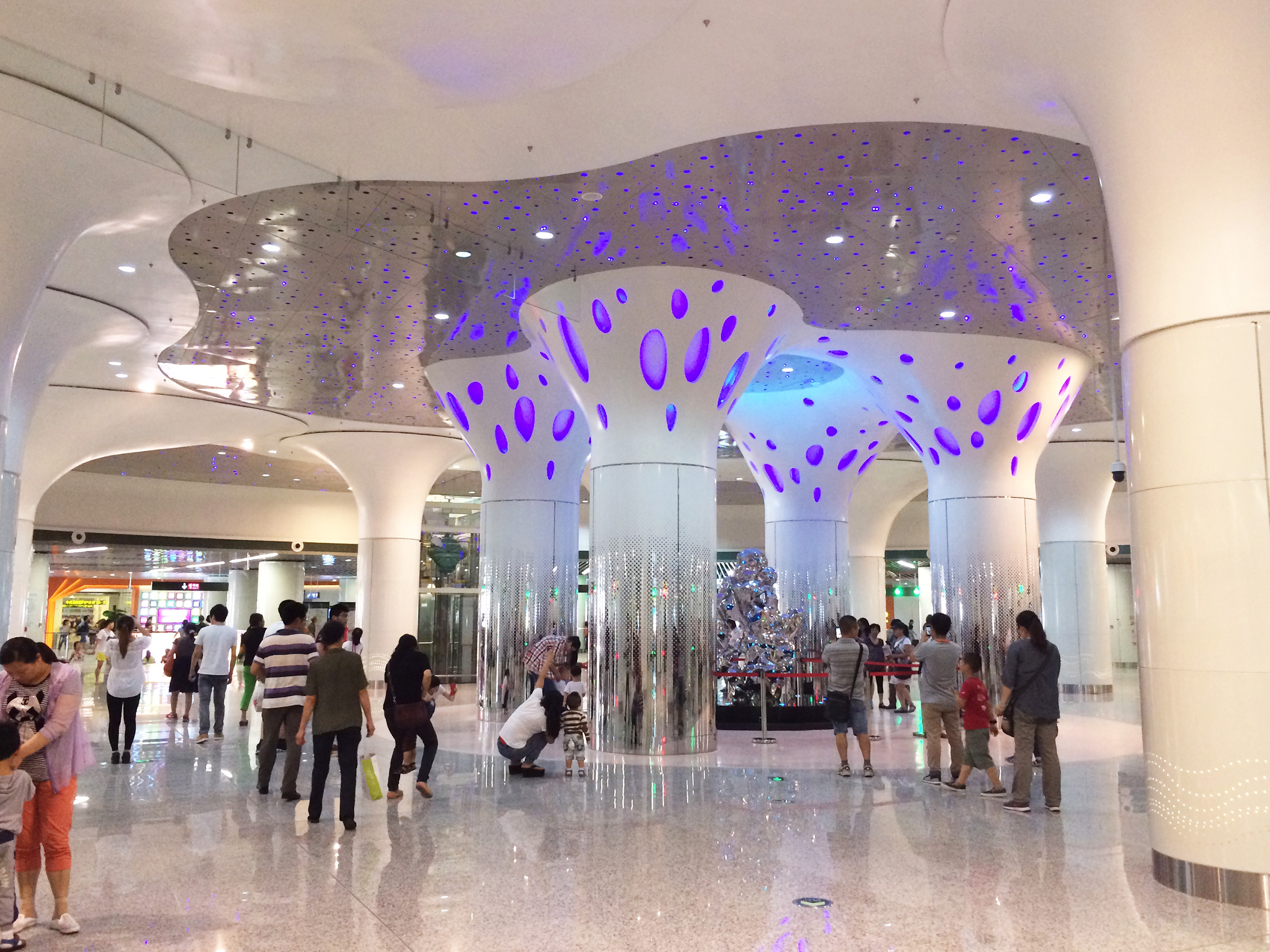
Станція Sanyang
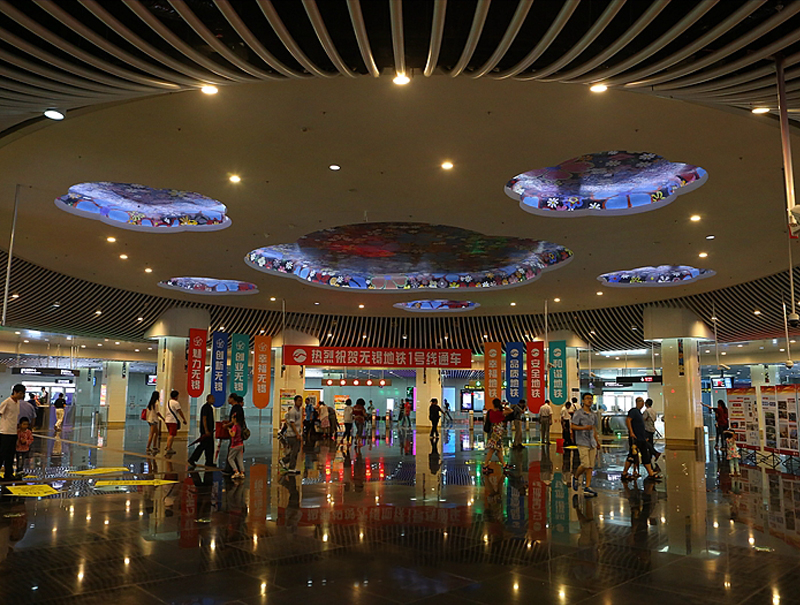
Станція Civic Center